# Marthe Ernst-Schwarzenbach
Marthe Ernst-Schwarzenbach (Kilchberg, 24 januari 1900 - Zürich, 27 augustus 1967) was een Zwitserse biologe en hoogleraar.

## Biografie
Marthe Ernst-Schwarzenbach was een dochter van Arnold Schwarzenbach en van Suzanne Fürst. Na haar studies aan de hogere meisjesschool van Zürich studeerde ze vanaf 1921 biologie aan de Universiteit van Genève en de Universiteit van Zürich. In 1926 behaalde ze een doctoraat, waarna ze tot 1929 assistente was aan het botanica-instituut van de Universiteit van Zürich. In diezelfde periode zou ze ook lesgeven in het middelbaar onderwijs. In de periode 1929-1930 verbleef ze als stagiaire in Frankrijk en Duitsland, om vervolgens van 1930 tot 1931 op studiereis te vertrekken naar Nederlands-Indië en Maleisië. In 1939 behaalde ze haar habilitatie en werd ze privaatdocente en vanaf 1950 hoogleraar embryologie, cytologie en genetica aan de Universiteit van Zürich. Ze specialiseerde zich in het onderzoeksgebied van mossen en algen. Samen met Clara Zollikofer was ze tijdens het interbellum de enige vrouwelijke lesgever aan het botanica-instituut.
Van 1947 tot 1965 was Ernst-Schwarzenbach redactrice van het Jahresbericht der Schweizerischen Gesellschaft für Vererbungsforschung. Daarnaast was ze redactrice voor het geneticatijdschrift Archiv der Julius-Klaus-Stiftung.
Op politiek vlak was Ernst-Schwarzenbach aangesloten bij de Sociaaldemocratische Partij van Zwitserland en ondersteunde ze de vrouwenbeweging.

## Werken
- (en)  Von Deschwanden, L. en Vannotti, B., "Only the truth interests me..." in Infiltration, five women - five profiles, 2000, 31-40.

- Author citation (botany): M.Schwarzenb.
- Gemeinsame Normdatei: 139688021
- Historisch woordenboek van Zwitserland: 048083
- International Standard Name Identifier: 0000 0000 7273 4397
- Réseau des bibliothèques de Suisse occidentale: 02-A009106746
- Virtual International Authority File: 102546561
- WorldCat: E39PBJgmJcvGH7yJCyc7XX7rbd